# Renata Niedbał-Witta
Renata Niedbał-Witta, pseud. art. Mona Lisa – polska piosenkarka, z wykształcenia prawnik.

## Przebieg kariery
Rozpoczęła swą karierę artystyczną jako solistka orkiestry radiowej pod dyr. Jerzego Miliana w Katowicach. Pod pseudonimem Mona Lisa zadebiutowała piosenką "Słoneczna Jamajka" w 1993 roku. Wystąpiła na Krajowym Festiwalu Piosenki Polskiej w Opolu i Międzynarodowym Festiwalu Piosenki w Sopocie. Pod pseudonimem "Mona Lisa" nagrała 17 płyt CD, kilkanaście kaset i kilkadziesiąt teledysków. Obecnie jest członkiem ZAIKs-u jako autor tekstów. Na swym koncie ma ponad 200 tekstów piosenek. Jej największe przeboje to: "Miłość nie jest na jedną noc", "Mexico", "Maria Teresa", "Rendez-vous", "Dwa serca", "Weronika" czy "Na swej drodze anioła zawsze mam". W 2013 roku piosenkarka obchodziła 20-lecie pracy artystycznej. Obecnie Mona Lisa występuje wraz ze swoim zespołem w Polsce i za granicą. 

## Dyskografia

### Płyty CD
- 1994: Słoneczna Jamajka
- 1994: Największe przeboje
- 1995: Las Vegas
- 1996: Kochaj tylko mnie
- 1998: Złote słońce Kuby
- 1999: Złote przeboje
- 2000: Rendez – Vous
- 2001: Kolorowe lato
- 2001: Najlepsze z najlepszych
- 2003: Jak żebracy
- 2005: Już nie kocham za bardzo
- 2007: To nie jest sen
- 2008: Na swej drodze Anioła zawsze mam
- 2009: Chcę ci dać moją miłość
- 2011: Złote przeboje - Miłość do końca świata
- 2013: Mona Lisa - 20 lat
- 2015: Przeboje

### Kasety
- 1993: Słoneczna Jamajka
- 1993: Mała Lady
- 1994: Klucz do gwiazd
- 1994: Największe przeboje
- 1994: Świętujemy razem
- 1995: Las Vegas
- 1996: Kochaj tylko mnie
- 1998: Złote słońce Kuby
- 1999: Złote przeboje
- 1999: Świętujmy razem. Kolędy i pastorałki.
- 2000: Rendez-vous
- 2001: Kolorowe lato
- 2003: Jak żebracy

### Teledyski
- Słoneczna Jamajka
- Młodzieńcza miłość
- Weronika
- Będę zawsze z tobą
- Od Siewierza jechał wóz
- Każda chwila
- Las Vegas
- Mexican Lady
- Maria Teresa
- Kuba /tam pojechać chcę/
- Mała Lady
- Miłość nie jest na jedną noc
- Bal maskowy trwa
- Nasze serca
- Klucz do gwiazd
- Afryka coś w sobie ma
- Simarik
- Rendez-Vous
- Miłość nie jest na jedną noc
- Zamknięte niebo
- Zatańcz mambo
- Jak żebracy
- Jak to się stało
- Chcemy śpiewać
- Bo jestem aniołem
- Samotny dzień i noc
- Na swej drodze anioła mam
- Chcę ci dać moją miłość
- Noc w Monte Carlo
- Na Barbados wyruszamy
- Niech z Wami Bóg będzie
- Kolorowe lato (2012)
- Buzi, buzi daj
- Zagraj mi jeszcze raz
- Bye, bye kochany
- Amore
- Wina smak
- Mikołaj Święty
- Ave Maria
- Śpiące misie

### Video CD
- 2001: 18 ulubionych teledysków

### Kasety Video
- 1998: Dla ciebie

### Inne płyty CD z udziałem Mona Lisy
- Katarzyna Gärtner – Pozłacany warkocz
- Orkiestra Dętej KWK Staszic – Karczma śląska
- Serduszkowa wiązanka przebojów
- Universe – Być przy tobie
- Garden Party – Nie tak miało być
- Ychtis – Na szpilce, Warto dalej żyć, Maria Teresa
- Polska w rytmie reggae – piosenki: Reggae z Jamajki i Początek świata
- Kangurki – Zapraszamy do Zoo 2016 – płyta dla dzieci